# Kisa socken
Kisa socken i Östergötland ingick i  Kinda härad, ingår sedan 1974 i Kinda kommun och motsvarar från 2016 Kisa distrikt.
Socknens areal är 234,79 kvadratkilometer varav 211,10 land. År 2000 fanns här 4 349 invånare. Tätorten Kisa med sockenkyrkan Kisa kyrka ligger i socknen. 

## Administrativ historik
Kisa socken har medeltida ursprung. Delar av socknen utbröts 1736 till den då nybildade Ulrika socken.
Vid kommunreformen 1862 övergick socknens ansvar för de kyrkliga frågorna till Kisa församling och för de borgerliga frågorna till Kisa landskommun. Landskommunen uppgick 1952 i Västra Kinda landskommun som 1974 uppgick i Kinda kommun.
1 januari 2016 inrättades distriktet Kisa, med samma omfattning som församlingen hade 1999/2000.  
Socknen har tillhört samma fögderier och domsagor som Kinda härad.  De indelta soldaterna tillhörde   Första livgrenadjärregementet, Ydre kompani och Andra livgrenadjärregementet, Vifolka kompani.

## Geografi
Kisa socken ligger mellan Åsunden och Sommen kring Kisaån. Socknen är flera små dalgångsbygder i en sjörik kuperad skogs- och bergsbygd med höjder som når upp till 282 meter över havet.

## Fornlämningar
Kända från socknen är spridda stensättningar  några små gravfält och en fornborgar från järnåldern.

## Namnet
Namnet (1287 Kysä) kommer från en äldre kyrkby. Namnet innehåller sannolikt kis(e), 'bula, buckla' syftande på Borgarberget vid kyrkan.